# Paraliparis hubbsi
Paraliparis hubbsi és una espècie de peix pertanyent a la família dels lipàrids.

## Hàbitat
És un peix marí i batidemersal que viu entre 1.200 i 1.600 m de fondària.

## Distribució geogràfica
Es troba a l'Atlàntic sud-occidental: el nord de l'Argentina.

## Observacions
És inofensiu per als humans.